# Burton Watson
Burton Dewitt Watson (New York, 13 giugno 1925 – Kamagaya, 1º aprile 2017) è stato un traduttore, iamatologo e sinologo statunitense.

## Biografia
Era un esperto di lingue orientali antiche, in particolare cinese e giapponese. È stato professore di Lingue e Culture Asiatiche alla Columbia University, poi alla Stanford University e a Kyoto. Ha vissuto in Giappone, dove è morto il 1º aprile 2017.
Nel 1981 ha ottenuto il prestigioso PEN Award for Poetry in Translation (Premio PEN per la traduzione di testi poetici).

## Pubblicazioni
Le sue più recenti traduzioni, pubblicate dalla Columbia University Press, sono (di seguito viene citata l'edizione inglese):
- The Lotus Sutra ("Il Sutra del Loto"),
- The Vimalakirti Sutra ("Il Sutra Vimalakirti"),
- Chuang Tzu: Basic Writings,
- Mo Tzu: Basic Writings,
- Han Fei Tzu: Basic Writings,
- Ryōkan: Zen Monk-Poet of Japan,
- Saigyō: Poems of a Mountain Home,
- Saigyō: The Columbia Book of Chinese Poetry: From Early Times to the Thirteenth Century
- Letters of Nichiren